# (20222) 1997 HP11
A (20222) 1997 HP11 a Naprendszer kisbolygóövében található aszteroida. A LINEAR projekt keretében fedezték fel 1997. április 30-án.